# Adelaide da Silva Cortes
Adelaide da Silva Cortes foi uma pioneira do feminismo no Brasil. Foi a primeira titular da comissão de imprensa da Federação Brasileira pelo Progresso Feminino, em 1930. A função de Cortes na FBPF foi intensificar a defesa dos direitos políticos das mulheres na mídia, atuação em que foi considerado que teve sucesso.
Foi porta-voz na luta pelo sufrágio feminino: em 1932, foi ouvida por diversos meios de comunicação, impressos e radiofônicos. Numa entrevista ao Correio da Manhã, disse: "devemos todas nós, mulheres, sem distinção de classe, arregimentarmo-nos e trabalharmos, afim de que sendo-nos outorgado esse direito [de votar], sejamos uma força realizada".